# Bosnië en Herzegovina op het Eurovisiesongfestival 1995
Bosnië en Herzegovina nam deel aan het Eurovisiesongfestival 1995 in Dublin, Ierland. Het was de 3de deelname van het land op het Eurovisiesongfestival. De artiest werd gekozen door een nationale finale. BHRT was verantwoordelijk voor de Bosnische bijdrage voor de editie van 1995.

## Selectieprocedure
De nationale finale vond plaats in de studio's van de nationale omroep in Sarajevo op 8 maart.
In totaal deden er 8 liedjes mee aan deze finale, die allemaal werden gezongen door dezelfde zanger Davor Popovic - die reeds intern was aangeduid door de nationale omroep. De winnaar werd gekozen door een expertjury.

## In Dublin
In Ierland moest Bosnië-Herzegovina optreden als 4de, net na Duitsland en voor Noorwegen.
Op het einde van de puntentelling bleek dat ze op een 19de plaats waren geëindigd met 14 punten.
Dit was tot dan toe hun slechtste resultaat op het festival.
België had geen punten over voor deze inzending en Nederland nam niet deel in 1995.

### Gekregen punten

#### Finale
| 12 punten | 10 punten | 8 punten               | 7 punten | 6 punten |
| --------- | --------- | ---------------------- | -------- | -------- |
|           |           | - Kroatië              |          |          |
| 5 punten  | 4 punten  | 3 punten               | 2 punten | 1 punt   |
|           |           | - Denemarken - Turkije |          |          |

### Punten gegeven door Bosnië-Herzegovina

#### Finale
Punten gegeven in de finale:
| 12 punten | Malta               |
| 10 punten | Kroatië             |
| 8 punten  | Spanje              |
| 7 punten  | Israël              |
| 6 punten  | Slovenië            |
| 5 punten  | Ierland             |
| 4 punten  | Verenigd Koninkrijk |
| 3 punten  | Denemarken          |
| 2 punten  | Zweden              |
| 1 punt    | Noorwegen           |